# Metanoato de metila
Metanoato de metilo é o éster produzido pela reação do ácido metanoico com o metanol.

## Produção
Em laboratório, o metanoato de metilo pode ser produzido pela reação de condensação do metanol e o ácido fórmico como a seguir:
HCOOH + CH3OH → HCOOCH3 + H2O
Na indústria, no entanto, é normalmente obtido pela combinação do metanol e o monóxido de carbono (carbonilação) na presença de um base forte como o metóxido de sódio:
CH3OH + CO → HCOOCH3
Este processo, praticado por empresas como a BASF produz 96% de seletividade em relação ao metanoato de metilo, embora possa sofrer de sensitividade catalítica à água eventualmente presente no monóxido de carbono, comummente obtido por gás de síntese. Monóxido de carbono muito seco é, portanto, um requerimento essencial para esta processo.